# 小祿站
26°11′47.62″N 127°40′1.12″E / 26.1965611°N 127.6669778°E

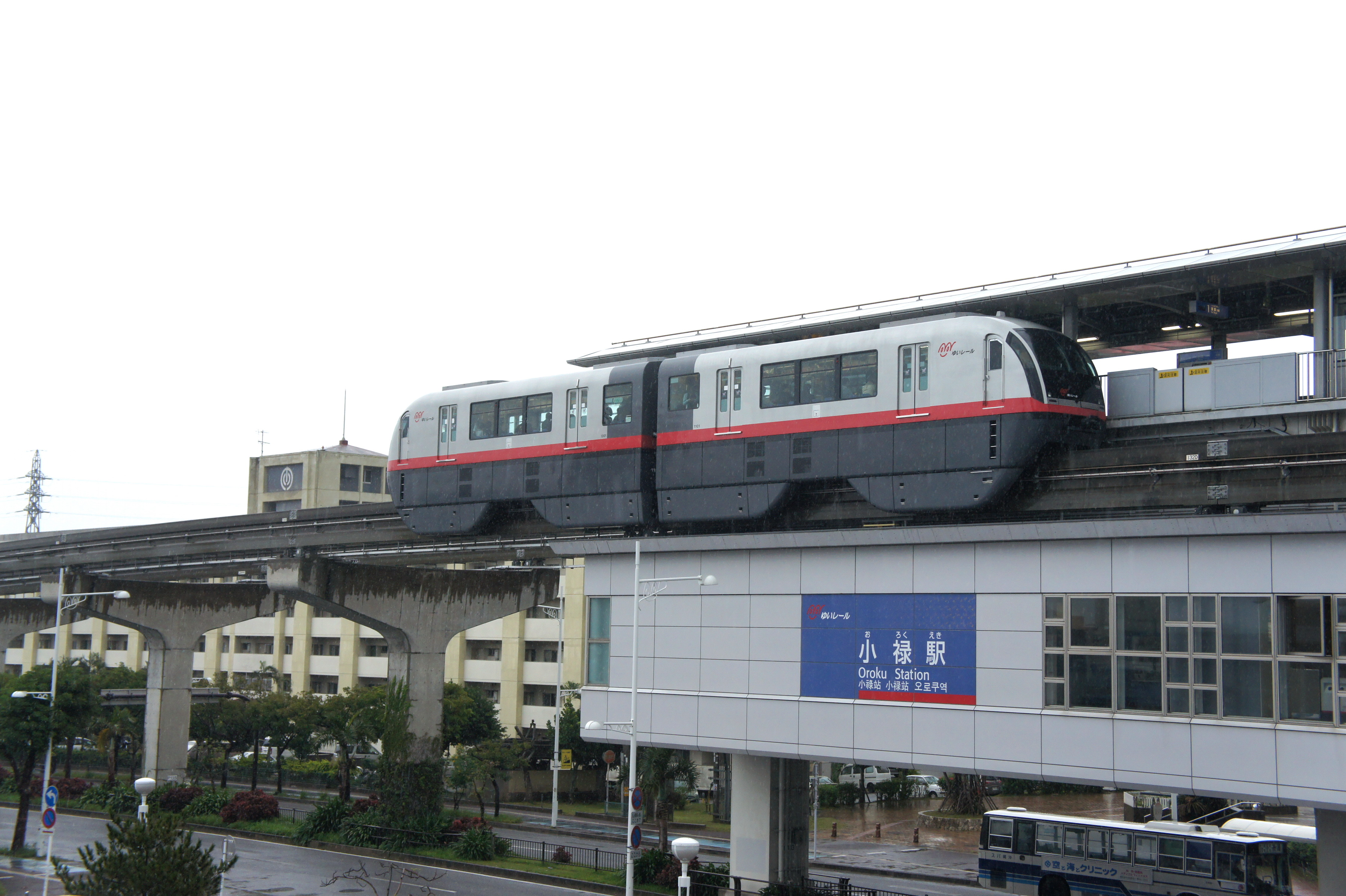
一輛列車由小祿站離開

小祿站（日语：／ Oroku eki */?）是位於日本沖繩縣那霸市田原3丁目、沖繩都市單軌電車線沿線的車站。車站附近多為住宅區，但自通車以來，每年均錄得超過100萬的乘搭人次，長期位處最繁忙車站的第4、5名，亦只有在2012年其排名才被以遊客為主的首里站追過，跌至第5名。

## 車站
本站為島式月台1面2線的車站，站內設有手扶電梯、升降機。本站與ÆON那霸購物中心設有聯絡通道

### 月台配置
| 月台 | 路線                | 目的地                                 |
| ---- | ------------------- | -------------------------------------- |
| 1    | ■沖繩都市單軌電車線 | 縣廳前、牧志、歌町、首里、日子浦西方向 |
| 2    | ■沖繩都市單軌電車線 | 那霸機場方向                           |

### 車站設備
- 投幣式儲物櫃
- 公共電話
- 廁所
- 單車停車場 - 車站北口的站前廣場旁

## 利用狀況
| 年度 | 1日平均乗車人數 |
| ---- | --------------- |
| 2003 | 3,508           |
| 2004 | 2,796           |
| 2005 | 2,913           |
| 2006 | 3,043           |
| 2007 | 3,148           |
| 2008 | 3,162           |
| 2009 | 3,026           |
| 2010 | 3,052           |
| 2011 | 3,100           |
| 2012 | 3,069           |
| 2013 | 3,213           |
| 2014 | 3,262           |
| 2015 | 3,391           |
| 2016 | 3,511           |
| 2017 | 3,689           |
| 2018 | 3,775           |
| 2019 | 3,754           |
| 2020 | 2,258           |
| 2021 | 2,391           |

## 車站附近
車站南面有小祿市營住宅區。
車站交通交匯處
- 出租車車站

公共設施
- 那霸市綜合福利中心 - 步行約6分鐘

教育設施
- 那霸市立金城小學
- 那霸市立金城中學
- 沖繩縣立那霸西高等學校

金融設施
- 琉球銀行金城支站 - 步行約2分鐘

郵局
- 小禄金城郵局 - 步行約1分鐘

飲食
- 琉球新麵 通堂小禄本店(日本拉麵) - 步行約2分鐘
- 艾恩堡（A&W）那霸金城店 - 步行約2分鐘

## 巴士路線
小禄站前
- 17號：石嶺（開南）線（那霸巴士營運）
- 27號 Yakeina線（往返Tomigusukuku Office）（沖繩巴士）
- 會展中心32號線（往富壽司廳）（沖繩巴士）
- 39號南城線（往返富見鹽營業所）（沖繩巴士）
- 43號 北谷線（往返富古鹽廳）（沖繩巴士）
- 56號：浦添線（琉球巴士交通營運）
- 87號 赤峰手港線（沖繩巴士）
- 89號：糸滿（高良）線（那霸巴士、琉球巴士交通營運）
- 256號浦添手達湖線（琉球巴士運輸）

## 歷史
- 2003年8月10日：車站啟用。

## 相鄰車站
沖繩都市單軌電車
■沖繩都市單軌電車線
赤嶺（2）－小祿（3）－奧武山公園（4）

## 其他
- 列車抵達時車內音樂的鈴聲是沖繩民謠《小祿豐見城》。

## 外部連結
- 沖繩都市單軌電車 – 小祿站 （页面存档备份，存于）（日語）（英文）（繁體中文）（简体中文）